# Североуральский краеведческий музей
Североура́льский краеве́дческий музе́й (до 1991 года — Североуральский народный музей) находится в Североуральске по адресу улица Ватутина, 17а. Открыт 22 апреля 1970 года. Фонды насчитывают более 12 тыс. предметов, основные экспозиции: природная, геологическая, этнографическая (посвящена культуре манси), историческая (посвящена Петропавловскому заводу и Севуралбокситруде).

## История
В конце 1960-х годов были предприняты первые попытки создания креведческого музея в Североуральске. Средства для организации выделяли горисполком, Севуралбокситруда, трест «Бокситстрой». Работы по оформелнию выполнялись добровольцами. Первыми экспонатами была образцы бокситов, собранные Е. С. Гуткиным, а также информационные планшеты, посвящённые истории треста «Бокситстрой». Предметы быта манси для этнографической коллекции собирали в Ивдельском районе. Помещение под музей выделили в жилом доме по адресу улица Чайковского, 21. Официально музей в статусе народного открыли к 100-летию В. И. Ленина 22 апреля 1970 года.
В 1970—1980-х годах обсужалась идея переместить музей в здание полуразрушенной и пустующей Петропавловской церкви, но в итоге храм вернули православной общине. В 1991 году музей приобрёл статус государственного как филиал Карпинского краеведческого музея. 
В 1995 году в Калье был открыт филиал музея, посвящённый истории посёлка. В настоящее время — отдел «История посёлка Калья».
В 2006 году музей был зарегистрирован как самостоятельное юридическое лицо, а с 2011 года получил статус муниципального бюджетного учреждения культуры. В 2019 году музей переехал в здание по адресу улица Ватутина, 17а.

## Экспозиции
Фонды музея насчитывают более 12 тысяч единиц хранения, объединённых в 17 тематических коллекций. Постоянные экспозиции включают в себя геологическую (частная коллекция, собранная местным краеведом М. В. Цыганко), этнографическую экспозиции, отдел природы, отдел истории Петропавловского железоделательного завода и Севуралбокситруды. Среди наиболее значимых экспонатов выделяют археологические находки с городища «Няксимволь», святилища Чёртово Городище (Черёмухово II), предметы быта манси.

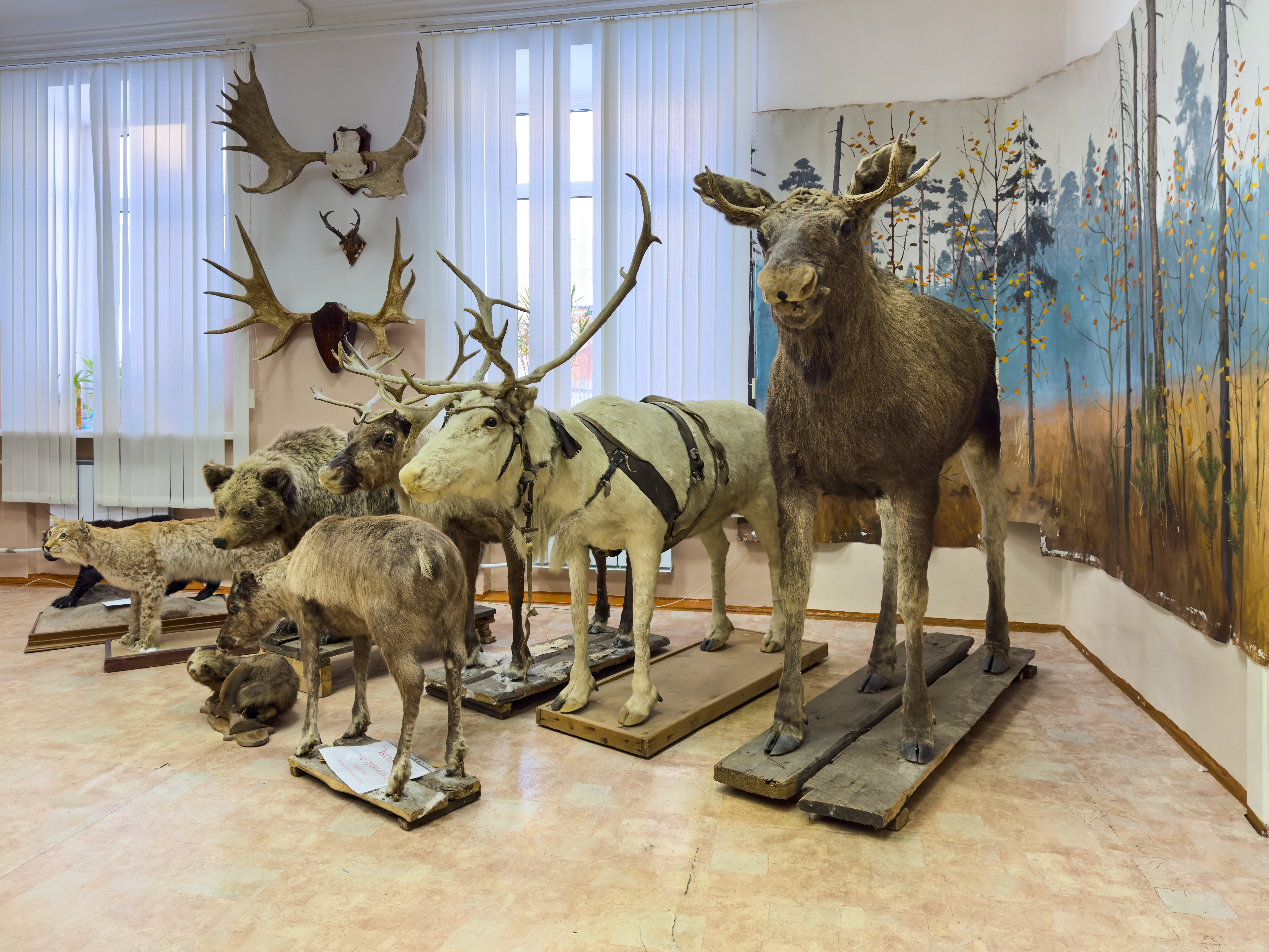
Отдел природы
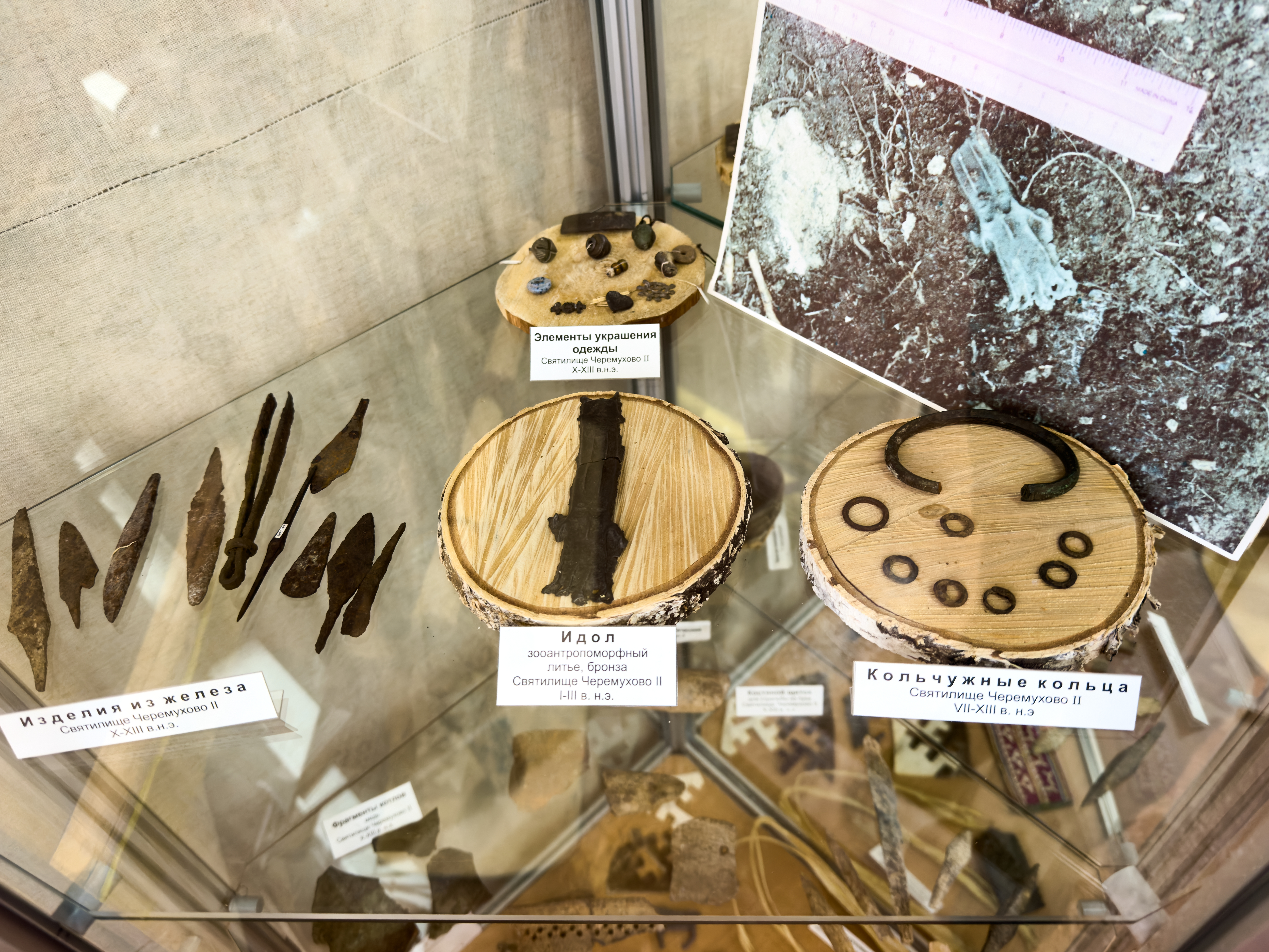
Археологические находки из городища Черёмухово II
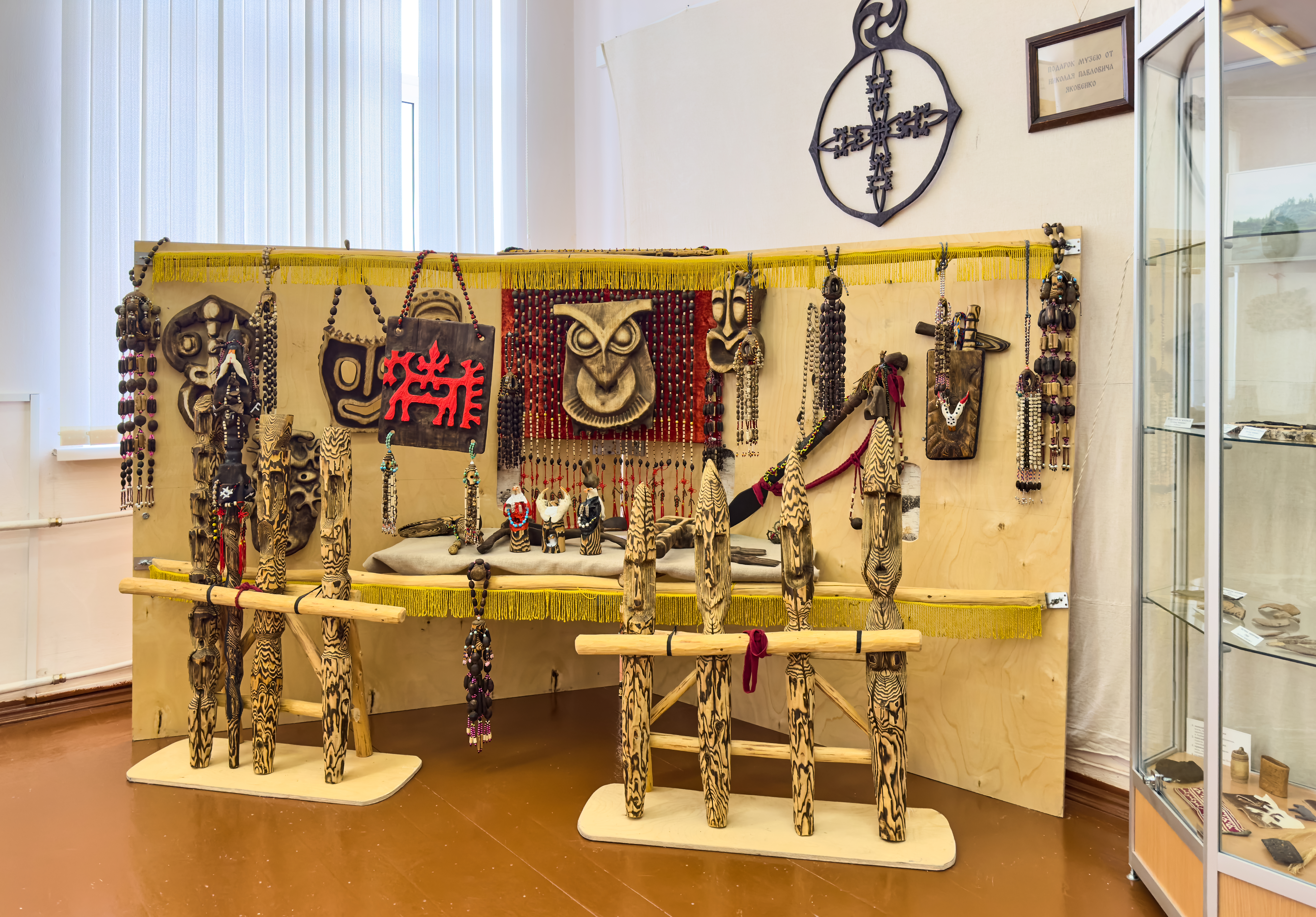
Этнографическая коллекция
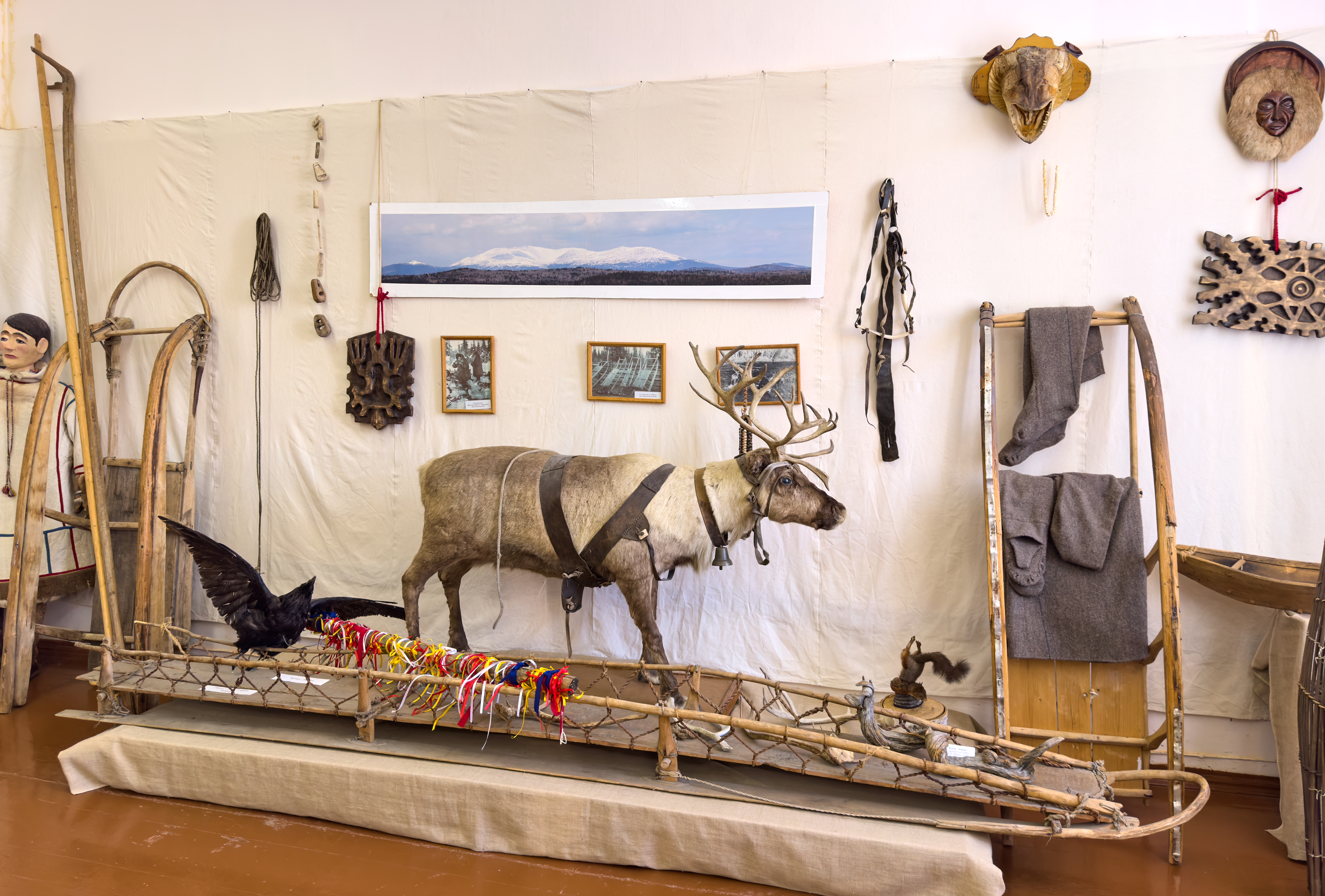
Этнографическая коллекция
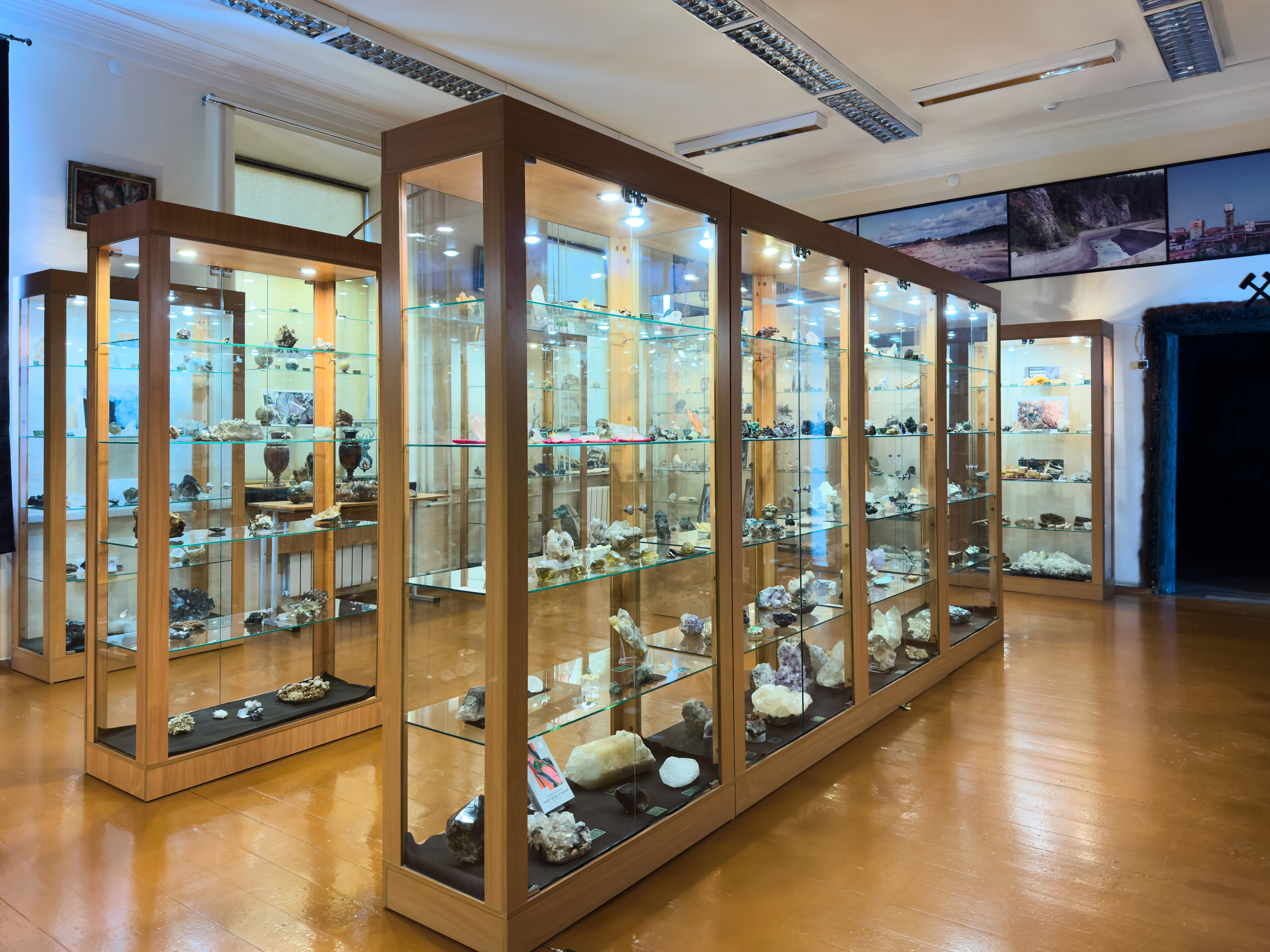
Геологическая и минералогическая коллекция